# 拉斯巴古哈斯峰
39°49′57″S 72°12′57″W / 39.83250°S 72.21583°W
拉斯巴古哈斯峰是智利的火山，位於該國中南部河大區的蘭科省，距離首都聖地牙哥800公里，海拔高度1,635米，每年平均降雨量1,489毫米。